# Patella ferruginea
La lapa ferruginosa, lapa ferrugínea o lapa herrumbrosa (Patella ferruginea) es un gasterópodo marino endémico del Mediterráneo occidental. Se le considera como una de las especies de invertebrados más amenazadas de esta región geográfica.

## Identificación
Se distingue de otras lapas mediterráneas por su concha grande y recia y por las gruesas y elevadas costillas que presenta, que determinan que el borde sea muy sinuoso. Las costillas suelen ser nodulosas y algo irregulares, si bien a menudo la superficie de la concha puede estar erosionada y presentar organismos epibiontes, como balanos y algas, lo que modifica su aspecto.
El color externo de la concha en los ejemplares limpios es de castaño a herrumbroso (de ahí su nombre), y blanco marmóreo en su cara interna, con la zona central (impresión muscular) oscura y el borde interno pardo oscuro. El pie de los ejemplares adultos es de color amarillento anaranjado en su base y gris oscuro en sus laterales. La región cefálica es asimismo de color oscuro, destacando los tentáculos de color negruzco.
La concha de los juveniles de menos de 20 mm es muy característica, con una forma muy aplanada y un reducido número de costillas gruesas que se prolongan por el borde, confiriéndole un contorno estrellado; su color de fondo es blanquecino terroso con gruesas franjas concéntricas oscuras, que remontan por encima de las costillas.

## Distribución
En la actualidad Patella ferruginea se halla limitada a las costas del norte de África, entre el Estrecho de Gibraltar (Ceuta) y Cabo Bon e isla de Zembra (Túnez), a algunos puntos del sur de España (costas de Andalucía y Murcia), isla de Alborán, costas occidentales de Córcega y norte de Cerdeña y algunas islas en el canal de Sicilia. En las costas continentales francesas e italianas la especie puede considerarse casi extinguida en la actualidad, aunque se han registrado recientemente ejemplares en la costa ligur. Las poblaciones de Córcega y Cerdeña parecen estar en regresión.
En las costas peninsulares españolas estuvo extendida, hasta fechas muy recientes, por el sector peninsular que va desde la zona del estrecho de Gibraltar hasta el cabo de Gata, si bien sus poblaciones han ido fragmentándose, diezmando y desapareciendo progresivamente. En la actualidad se estima que puede haber solamente en torno a varios miles de ejemplares distribuidos por todo el litoral andaluz, pero tan fragmentados que posiblemente no lleguen a constituir núcleos reproductores.
Es en cambio en las costas norteafricanas donde todavía existen poblaciones en buen estado de P. ferruginea. En Melilla y en Ceuta existen contingentes importantes, si bien es en las islas Chafarinas donde se encuentran las mejores poblaciones. Un archipiélago próximo, las islas Habibas, en Argelia, es otro enclave privilegiado para la especie.

## Conservación
Las conchas de Patella ferruginea aparecen con frecuencia en estratos Tirrenienses y constituyen uno de los elementos más característicos de los concheros desde el Paleolítico al Neolítico en toda la cuenca mediterránea occidental. Ello indica que era consumida por el hombre desde muy antiguo. Se piensa que precisamente debido a la presión humana, la especie ha sufrido un marcado declive a lo largo del siglo XX, sobre todo de la cuenca norte del Mediterráneo.
Este declive, que puede haber sido potenciado además por las numerosas actuaciones y obras en litoral de las costas europeas, continúa de manera alarmante en nuestros días y muchas de sus poblaciones están a punto de desaparecer.
Todo ello ha conducido a que esta lapa figure en diversas listas de especies amenazadas europeas (Anexo II del Convenio de Berna, Anexo II del Convenio de Barcelona, Anexo IV de la Directiva de Hábitats) y que en 1999 se incluyera en el Catálogo Nacional de Especies Amenazadas (actualmente Catálogo Español de Especies Amenazadas), en su máxima categoría de protección, “en peligro de extinción” (BOE, 22 de junio de 1999, n.º 148: 23921-23922). En este sentido, es preciso destacar que se trata del primer invertebrado y, a su vez, la primera especie marina para la que se ha elaborado en España una Estrategia Nacional para su Conservación (aprobada en mayo de 2008).

## Hábitat
Vive sobre sustratos rocosos de la franja mediolitoral superior, con preferencia por las superficies de inclinación media y en zonas expuestas al oleaje pero no en exceso. Suele situarse en la zona de recubrimiento del balano Chthamalus stellatus y por encima de la banda de Dendropoma lebeche (que coincide con el nivel medio del mar) y de los cinturones de algas rodofíceas, que marcan el mesolitoral inferior.

## Biología
La dieta de P. ferruginea es poco conocida pero parece estar constituida principalmente por el “biofilm” de cianobacterias epi- y endolíticas y en menor proporción de diatomeas y pequeños propágulos de algas. La actividad ramoneadora de la lapa parece muy eficiente; mientras avanzan con mucha lentitud, mueven la cabeza y cuerpo a un lado y otro alternativamente, de tal forma que realiza un completo barrido en zig-zag de la superficie de ramoneo.
Los adultos son muy sedentarios y sólo se desplazan cortas distancias para alimentarse lo cual tienden a hacer cuando están bañados por el oleaje, preferiblemente con marea alta y durante la noche. Cuando los ejemplares terminan su actividad alimenticia, retornan al mismo lugar de reposo ("homing behaviour"). Por ello, cada ejemplar deja una marca o “huella” en la roca, ya que crece un halo de algas calcáreas en el espacio situado entre la suela del pie y el borde de la concha.
La robustez de su concha y la fuerza adhesiva de su pie protegen en principio a la especie de muchos depredadores, sobre todo en su fase adulta. Entre los depredadores conocidos están los cangrejos Eriphia verrucosa y Pachygrapsus marmoratus, así como el gasterópodo Stramonita haemastoma, que es capaz de perforar la concha incluso de adultos de hasta unos 60 mm DM.
Se considera que Patella ferruginea es una especie longeva y de crecimiento lento. No alcanza la madurez sexual hasta el final del segundo año de vida y se tiene certeza que puede superar los 10 años. Algunos autores han sugerido que incluso podría alcanzar los 35 años, aunque se requieren más datos para verificar este aspecto.
Ha existido una cierta controversia acerca del modo de reproducción de Patella ferruginea

. Existe una marcada segregación de sexos por tallas: entre 25 y 40 mm de talla todos los ejemplares son machos y, a partir de ahí, la proporción de hembras crece progresivamente hasta ser más abundante entre los grupos de mayor talla. Estos datos hicieron pensar que era una especie con hermafroditismo proterándrico. Resultados muy recientes han permitido verificar el cambio de sexo en los ejemplares, si bien no solo en el sentido de macho a hembra como se asumía sino asimismo en el contrario, de hembra a macho, por lo que modo de reproducción se puede considerar como "hermafrodita protándrico secuencial con sexualidad alterna". Queda sin embargo por determinar los factores que determinan el cambio de sexo en los ejemplares y su papel en la dinámica de sus poblaciones.
El ciclo reproductor se centra solamente en una pequeña parte del año (agosto a noviembre) mientras que el resto del año presenta un reposo sexual completo. La freza tiene lugar a final de noviembre, al parecer sincronizada por los temporales. El asentamiento de los juveniles se produce tras una corta fase larvaria nadadora y tiene lugar en el mismo hábitat de los adultos. Aunque a menudo se encuentran pequeños juveniles sobre la concha de adultos, no parece que esto indique que se hayan fijado sobre ellos: posiblemente los juveniles se desplazan a estas conchas para evitar la competencia por el sustrato con los adultos. Se desconocen todavía la mayor parte de aspectos relativos a la vida larvaria en el medio natural, tanto su capacidad de dispersión, su ubicación en la columna de agua o los factores que inducen a las larvas a iniciar la metamorfosis.

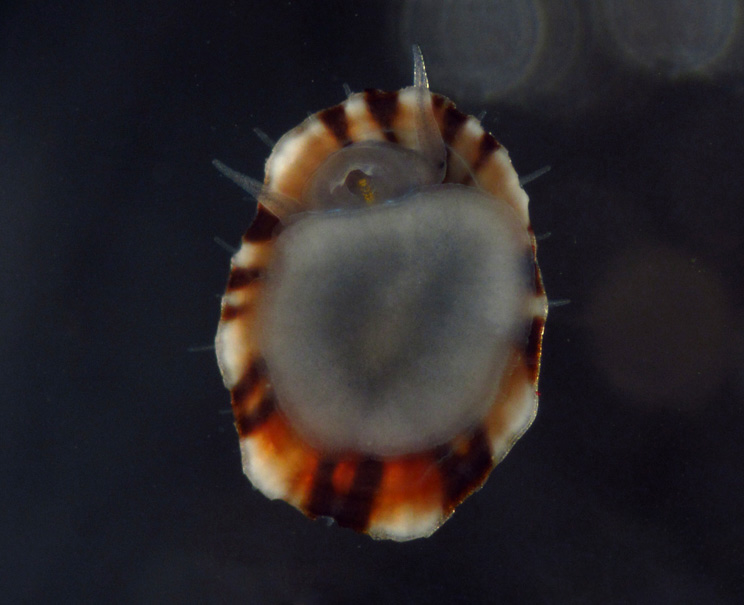
Juvenil de Patella ferruginea obtenido mediante reproducción controlada, en abril de 2012, en vista ventral. Talla 2.4 mm

A principios de 2012 un equipo español de investigadores consiguió por primera vez obtener juveniles de esta especie mediante reproducción en el laboratorio. Posteriormente, en el marco del proyecto Relife, se ha conseguido inducir a la puesta de gametos por parte de los adultos, la reproducción controlada, la metamorfosis y la obtención de pequeños juveniles. El conjunto de estos resultados, además de permitir describir las fases de su desarrollo larvario y evaluar la duración de la fase larvaria (se ha observado que las larvas pueden tener capacidad de natación durante entre 3 y casi 40 días)  son de gran relevancia para futuros trabajos de recuperación de poblaciones de esta especie.